# 生命 (游戏)

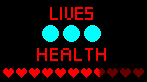
有一些遊戲顯示生命值的圖片

在电子游戏里，如果玩家角色失去所有生命值，那同时将会失去一次生命。失去所有生命通常意味着游戏结束，可能将迫使玩家重新开始游戏 。常见的动作类游戏中玩家角色有多次生命，并且还有机会在游戏过程中获得更多。这样玩家就能够挽回在游戏过程中的严重过失。角色扮演遊戲和冒险游戏通常只给予玩家一次生命， 但允许重新加载游戏存档。 一次生命可以等同为游戏从开始到结束、任何游戏角色从创建到毁灭的时间。

## 历史
生命概念可能源于彈珠台機械街机遊戲的弹珠数量限制。一定量的生命次数（通常是3）成为了街机游戏的普遍特点， 与弹珠游戏非常相近，玩家的目标通常是在有限次数的生命下尽可能多的获取积分。
后来，检查点或存档允许玩家在失去生命后在一个特殊的游戏进程记录点继续游戏，而不是重新开始。在早期街机游戏中，强化生命值、防御和其他属性，还有力量升级，使得对于节省角色生命有了更多战略经验并降低对生命值减少所产生的不利影响。

## 惯例
包含生命概念的游戏系统会建立一个检查点使得死亡不必要结束游戏，让玩家更加敢于去冒险。多次生命也能让新手玩家有机会在游戏结束前学习到更多的游戏技巧。另外，如果玩家有能力获得额外的生命，系统则会提供附加奖励以激励玩家。
然而问题也随之出现，玩家频繁失去生命彻底让玩家失去继续游戏的勇气。若失去一次生命后致使装备、技能或积分也造成损失，那么玩家将更倾向于每次失去生命后就直接重新读取先前的存档。

## 参阅
- 生命值
- 经验值
- 1-UP